# 伊予鉄商事
伊予鉄商事株式会社（いよてつしょうじ）は、松山市に本社を置く伊予鉄グループの企業。松山空港や松山観光港等でレストラン・ショップの運営事業を行っている。新規商品開発部門を立ち上げ、オリジナル商品の開発を進めている。

## 沿革
- 1960年（昭和35年）
  - 2月1日 ：株式会社伊予鉄会館設立。
  - 3月29日 ：伊予鉄会館ビル竣工。
- 1962年（昭和37年）3月10日 ：伊予鉄会館ビル増築（6階層）竣工。
- 1988年（昭和63年）4月 ：愛媛県立とべ動物園内「展望レストラン東雲（現：展望レストラン SKY GARDEN）」オープン。
- 1994年（平成6年）11月：石鎚山サービスエリア（上り線）出店。レストラン・売店・軽食コーナーの営業開始。
- 1995年（平成7年）12月：松山空港ビル内にすし専門店「すし処」オープン。
- 2000年（平成12年）
  - 3月：吉野川サービスエリア（上り線）出店オープン。
  - 7月：伊予灘サービスエリア（上下線）出店オープン。
- 2001年（平成13年）10月：いよてつ百貨店（現いよてつ高島屋）8階に「瀬戸内料理東雲」「レストランロゼット」オープン（閉店）。
- 2024年（令和6年）4月1日：商号を「伊予鉄商事株式会社」に変更[1]。